# José Fidalgo
José Manuel Fidalgo Soares, lepiej znany jako José Fidalgo (ur. 5 sierpnia 1979 w Lizbonie) – portugalski aktor filmowy i telewizyjny, model.

## Życiorys

### Kariera
Urodził się w rodzinie katolickiej. Kiedy był dzieckiem brał udział w reklamach telewizyjnych. Występował na scenie w sztukach: Metropólis (1998/1999), Auto da Cananeia (2000), La Ronde (2003) i 1755 - O Grande Terramoto (2006). Zagrał także w 7-minutowym filmie Serce Tango (Heart Tango, 2007) z Monicą Bellucci oraz Amalia. Królowa fado (Amália, 2008), ukazującym życie portugalskiej piosenkarki fado Amálii Rodrigues.

### Życie prywatne
18 sierpnia 2007 poślubił Fernandę Marinho, z którą ma syna Lourenço (ur. 13 października 2009 w Porto). Jednak w 2013 roku doszło do rozwodu. Z nieformalnego związku z Nádią Nóvoą ma córkę Marię (ur. 5 kwietnia 2014 w Portimão).

## Wybrana filmografia

### filmy fabularne
- 2003: Fascinio jako Bernardette
- 2004: Anita na Praia (film krótkometrażowy)
- 2005: Joseph (TV)
- 2007: Heart Tango
- 2007: Marginal 5 jako “Carlos”
- 2008: Amalia. Królowa fado (Amália) jako Francisco da Cruz
- 2010: Marginais jako Carlos
- 2011: Molagre
- 2013: Njinga, Rainha de Angola jako Kapitan António Vargas

### produkcje TV
- 2000-2001: Presenter programu Disney club (RTP)
- 2002-2003 – Olhar da Serpente (NBP / SIC) jako António
- 2003-2004 – Ana e os Sete (NBP / TVI)
- 2004 – Queridas Feras (NBP / TVI) jako Alexander Master
- 2004 – Maré Alta (SP Films / SIC)
- 2004 – Inspector Max (NBP / TVI)
- 2004-2005 – Ninguem como Tu (NBP / TVI) jako Miguel
- 2005 – Ines (Antinomy / RTP) jako Pêro Coelho
- 2006-2007 – Tempo de Viver (NBP / TVI) jako Bruno Santana
- 2007-2008 – Fascínios (TVI)
- 2011 - Maternidade jako Luís
- 2011-2012 - Rosa Fogo (SIC) jako Diogo Martins
- 2012-2013 - Dancin' Days (SIC) jako Hugo Figueiredo
- 2014-2015 - Mar Salgado jako Gonçalo Queiroz
- 2015: Njinga, Rainha de Angola jako Kapitan António Vargas
- 2016-2017 -  Amor Maior (SIC) jako Manuel Paiva
- 2018-2019 - Alma e Coração (SIC) jako Rodrigo Macedo